# Гнилицкий сельский совет (Ахтырский район)
Гнилицкий сельский совет (укр. Гнилицька сільська рада) — входит в состав Ахтырского района Сумской области Украины.
Административный центр сельского совета находится в 
с. Гнилица.

## Населённые пункты совета
- с. Гнилица
- с. Молодецкое